# Raiffeisenbank Gymnich
Die Raiffeisenbank Gymnich eG ist eine Genossenschaftsbank mit Sitz im Ortsteil Gymnich in der nordrhein-westfälischen Stadt Erftstadt im Rhein-Erft-Kreis.

## Geschichte
Die heutige Raiffeisenbank Gymnich eG wurde am 29. Januar 1897 als Spar- und Darlehnskasse Gymnich eGmuH in der früher selbstständigen Gemeinde Gymnich gegründet und hat sich bis heute ihre Eigenständigkeit bewahrt. Mit Eintragung vom 6. Juli 1976 wurde die Firmierung auf die bis heute gültige Bezeichnung geändert.

## Rechtsverhältnisse
Die Raiffeisenbank Gymnich eG ist im Genossenschaftsregister beim Amtsgericht Köln unter GnR 780 eingetragen.

## Organisationsstruktur
Rechtsgrundlagen sind das Genossenschaftsgesetz und die durch die Generalversammlung beschlossene Satzung. Organe der Bank sind der Vorstand, der Aufsichtsrat und die Generalversammlung.

## Sicherungseinrichtung
Die Raiffeisenbank Gymnich eG ist der amtlich anerkannten Sicherungseinrichtung des Bundesverbandes der Deutschen Volksbanken und Raiffeisenbanken GmbH und der zusätzlichen freiwilligen Sicherungseinrichtung des Bundesverbandes der Deutschen Volksbanken und Raiffeisenbanken e.V. angeschlossen.

## Geschäftsausrichtung
Die Raiffeisenbank Gymnich eG betreibt das Universalbankgeschäft. Im Verbundgeschäft arbeitet sie mit der DZ Bank, R+V Versicherung, Bausparkasse Schwäbisch Hall, Teambank, VR Smart Finanz,  DZ Hyp und der  Münchener Hyp zusammen.

## Geschäftsgebiet
Das Geschäftsgebiet liegt im Süden des Rhein-Erft-Kreises.
An diesen Orten betreibt die Bank Filialen:
- Gymnich (Hauptstelle, jur. Sitz)
- Dirmerzheim (Geschäftsstelle)